# Gran Trittico Lombardo
De Gran Trittico Lombardo was een eendaagse wielerwedstrijd die op 3 augustus 2020 in de regio Lombardije, Italië werd verreden. De wedstrijd was de samenvoeging van de drieluik Trittico Lombardo zijnde de Ronde van de Drie Valleien, de Coppa Agostoni en de Coppa Bernocchi. Hij werd georganiseerd omdat de wielerkalender door de Coronapandemie moest worden aangepast. De Ronde van de Drie Valleien en Coppa Bernocchi stonden op de nieuwe UCI ProSeries kalender van dit jaar geprogrammeerd, de Coppa Agostoni op de Europe Tour-kalender.
Er was een parcours van 199,7 kilometer uitgezet die de drie centrale plaatsen van de koersen, Legano (als startplaats), Lissone (met 2 plaatselijke ronden) en Varese (als finishplaats), samenbond. De Spanjaard Gorka Izagirre werd winnaar van de wedstrijd.